# Incydent nad Banja Luką
Incydent nad Banja Luką – mianem tym określa się walkę powietrzną, do której doszło 28 lutego 1994 r. w okolicach Novego Travnika (na południe od Banja Luki), kiedy to, w ramach operacji Deny Flight, 2 samoloty F-16 sił NATO zaatakowały 6 samolotów typu J-21 Jastreb Sił Powietrznych Republiki Serbskiej. Incydent zakończył się utratą 5 maszyn Republiki Serbskiej. Było to pierwsze w historii bojowe wykorzystanie jednostek Sojuszu Północnoatlantyckiego.

## Przebieg

### Misja serbska
Na poranek 28 lutego, lotnictwo bośniackich Serbów zaplanowało zbombardowanie składu i fabryki amunicji Slavko Rodić w Bugojnie i fabryki systemów artyleryjskich bośniackich muzułmanów Bratstvo w miejscowości Novi Travnik. Piloci zgłosili się do tego zadania na ochotnika. W całej misji brało udział 8 samolotów.
- 4 lekkie samoloty szturmowe Soko J-21 Jastreb
  - nr 24259 – kpt. Zlatko Mikerević
  - nr 24406 – kpt. Zvezdan Pešić
  - nr 24220 – maj. Uroš Studen
  - nr 24275 – kpt. Zlatan Crnalić
- 2 samoloty Jastreb w wariancie rozpoznawczym – IJ-21
  - nr 24207 – kpt. Ranko Vukmirović
  - nr 24257 – kpt. Goran Zarić
- 2 cięższe samoloty Soko J-22 Orao
  - nr????? – kpt. Miljan Vlačić
  - nr????? – kpt. Ilija Mijatović

Operacja rozpoczęła się o godz. 6.00. Maszyny wystartowały z bazy lotniczej w Udbinie (dzisiaj Chorwacja; wtedy Republika Serbskiej Krajiny), skąd do celu w linii prostej było ok. 150 km. Samoloty Jastreb, skierowane na fabrykę w Novim Travniku, leciały w następujących parach:
1. Vukmirović – Studen
2. Crnalić – Zarić
3. Mikerević – Pešić

Dwa J-22 Orao, w tym samym czasie, kierowały się na skład i fabrykę amunicji w Bugojno.

### Misja NATO
Około godz. 1.00 w nocy z bazy Aviano wystartowała para F-16C z 526. Eskadry Myśliwskiej (86. Skrzydło Myśliwskie) USAF. Prowadzącym był kpt. Bob „Wilbur” Wright, a prowadzonym kpt. Scott „Zulu” O’Grady. Oba samoloty wyposażone były w dwa pociski AIM-120 AMRAAM, dwa pociski AIM-9E Sidewinder, a także parę bomb ogólnego przeznaczenia. Para, o znakach wywoławczych Black 04 i Black 03, miała za zadanie patrolowanie rejonu na zachód od Mostaru.
Druga para F-16C (również z 526. Eskadry) z powodu złej pogody z opóźnieniem wystartowała z Aviano ok. godz. 6.30. Prowadzącym maszyn, o znakach wywoławczych Knight 25 i Knight 26, był kpt. Steve „Yogi” Allen, a prowadzonym płk. Jace Mayer. Celem misji tej pary była współpraca z francuskim wysuniętym punktem naprowadzania w ramach ćwiczeń zadań typu CAS (wsparcia sił lądowych) niedaleko Sarajewa.
W tym czasie obserwację radarową obszaru sprawował, znajdujący się nad Węgrami, brytyjski Boeing E-3 Sentry systemu AWACS.

### Spotkanie
Radar F-16C Block 40E (nr 89-2009), pilotowanego przez kpt. Allena, wykrył grupę 6 niezidentyfikowanych statków powietrznych w odległości 24–32 km (15–20 mil), kierujących się na wschód, co oznaczało, że niedługo znajdą się nad terytorium Republiki Bośni i Hercegowiny, która objęta była zakazem lotów. Prawdopodobnie Boeing E-3 Sentry nie wykrył serbskich samolotów od razu po starcie z powodu odległości oraz trudności terenowych. Para F-16 zbliżyła się do, nierozpoznanych jeszcze wtedy, Serbów na odległość 7,5 km, jednak została powstrzymana przed przechwyceniem formacji przez załogę samolotu AWACS. Jak się później okazało, para kpt. Allena została oznaczona w systemie jako przygotowana do misji CAS (wsparcia sił lądowych), dlatego nie została skierowana do przejęcia Serbów. O 6.35 AWACS nadał sygnał IFF, jednak nie uzyskał szyfrowanej odpowiedzi, która mogłaby zostać wysłana z jednostki sojuszniczej. Następnym komunikatem było już wezwanie do natychmiastowego lądowania lub opuszczenia strefy zastrzeżonej, co Serbowie zignorowali. W rezultacie na miejsce została zadysponowana para F-16 kpt. Wrighta (patrolująca w tym czasie rejon Mostaru), choć jej rezerwy paliwa były już na ukończeniu.
Wezwane F-16 znad Mostaru skierowały się na północ. Maszyna Wrighta przeszukiwała obszar nad ziemią, a O’Grady’ego – obszar powyżej. Tymczasem serbska formacja, lecąc z prędkością ok. 450 km/h, obrała kurs południowo-wschodni. Po dostrzeżeniu pierwszej pary J-21 Jastreb, kpt. Wright obniżył lot w celu wizualnej identyfikacji obcych maszyn, tymczasem kpt. O’Grady pozostał wyżej na wypadek zagrożenia z ziemi. Amerykanin błędnie rozpoznał maszyny serbskie jako Soko G-2 Galeb, które później, podobnie jak Soko G-4 Super Galeb, były wielokrotnie niepoprawnie podawane w źródłach anglojęzycznych. Wright, zgodnie z zasadami użycia siły zawartymi w rezolucji ONZ nr 816, nadał dwukrotnie komunikat o treści „wyląduj lub opuść strefę zakazu lotów albo użyjemy siły”, który Serbowie ponownie zignorowali. Lecąc na wysokości 450–600 m, Wright dostrzegł kolejne dwie pary J-21 lecące 2,5–3 km powyżej. W tym momencie pilot poprosił o wsparcie w postaci oddelegowanych wcześniej myśliwców Knight 25 i Knight 26. Serbskie pary połączyły się w jedną formację i kontynuowały zadanie. Około godz. 6.42 Amerykanie zameldowali o zbombardowaniu przez Serbów fabryki w Novim Travniku i poprosili o zezwolenie na użycie siły. Autoryzacja została przekazana z Połączonego Centrum Operacji Powietrznych w Vicenzy do samolotu AWACS, a następnie do myśliwców.
Serbowie po wykonaniu zadania skierowali się w stronę lotniska macierzystego. O godz. 6.45, na wysokości ok. 650 m n.p.t., kpt. Wright wziął na cel najbliższy kontakt i odpalił ze swojego F-16C Block 40G (nr 89-2137) pocisk AIM-120 AMRAAM. Trafiona maszyna kpt. Zvezdana Pešicia eksplodowała w powietrzu. Dwie minuty później ten sam pilot zestrzelił pociskiem AIM-9E Sidewinder kolejną maszynę i zaczął namierzać następną. Jak sam relacjonował, był tak blisko, że instynktownie chciał sięgnąć po działko 30 mm, jednak w tle zobaczył budynki mieszkalne i wziął pod uwagę straty jakie mogłyby wyrządzić zbłąkane pociski. Bał się również, aby nie uderzyć w ziemię lecąc na niskiej wysokości w pochyleniu ok. 135 stopni. Zdecydował się użyć drugiego pocisku termicznego Sidewinder, który również dosięgnął celu. Do akcji podłączył się kpt. S. O’Grady, który również odpalił pocisk AIM-9, jednak ten zdetonował zbyt szybko – jeszcze przed namierzaną maszyną. Ilość paliwa wymagana na powrót wynosiła 5500 funtów, kiedy Wright posiadał 3700, a O’Grady – 3000. Para zaniechała więc dalszego pościgu, zatankowała ze, znajdującego się nad Morzem Adriatyckim, samolotu Boeing KC-135 Stratotanker i wróciła do bazy w Aviano.
W tym samym czasie dwa kolejne F-16 prowadzone przez kpt. Allena były już w drodze, ok. 30 km od celu, kiedy zobaczyli na radarze toczoną walkę powietrzną. Minęli oddalających się z pola walki Wrighta i O’Grady’ego. Allen namierzył dwa samoloty kierujące się na północ, znajdujące się w odległości 20 km przed nim i 9–12 km od siebie. Trzeci kontakt znajdował się bliżej i nie odpowiedział na prośbę o identyfikację. Amerykanin zbliżył się do nierozpoznanej, serbskiej maszyny i stwierdził, iż leci ona z prędkością 590–650 km/h na wysokości zaledwie 23–30 m n.pt. O godz. 6.50 Allen wybrał pocisk AIM-9 znajdujący się na jego lewym skrzydle, namierzył cel i oddał strzał. Szybko stracił pocisk z pola widzenia, więc odczekał kilka sekund, jednak nie usłyszał eksplozji. Odpalił więc drugi pocisk typu Sidewinder, znowu odliczył kilka sekund i tym razem zobaczył, w odległości ok. 1,5 km przed sobą, kulę ognia. Para F-16 wzniosła się w poszukiwaniu pozostałych dwóch maszyn, jednak te prawdopodobnie drastycznie zmniejszyły wysokość i oddaliły się w kierunku Chorwacji. Kpt. Allen i Mayer zostali oddelegowani do patrolowania przestrzeni powietrznej Bośni, co, z pomocą powietrznego tankowca, robili w sumie przez ponad 6 godzin.
Początkowo uważano, że strącone zostały 4 maszyny, jednak strona serbska potwierdziła utratę 5 samolotów. Przyczyna utraty ostatniej maszyny nie jest pewna. Możliwe, że rozbiła się podczas manewrów na małej wysokości, została wcześniej porażona przez eksplodujący pocisk Sidewinder lub pilot katapultował się z powodu niewystarczającej ilości paliwa. Szósty J-21 Jastreb kpt. Zlatana Crnalicia doleciał do bazy w Udbine, pomimo zgaśnięcia silnika przy lądowaniu oraz uszkodzonego statecznika pionowego (prawdopodobnie od bliskiej eksplozji pocisku Sidewinder wystrzelonego przez kpt. O’Grady’ego). Samolot, o nr 24275, został naprawiony i powrócił do służby. Dwaj piloci, którzy przeżyli katapultację (Z. Mikarević i S. Uroš), wrócili później do Banja Luki.
Dwie maszyny J-22 Orao wykonały swoje zadanie i po dostrzeżeniu zbliżających się F-16, niewykryte oddaliły się na niskiej wysokości poza terytorium Bośni.

## Straty serbskie
Podczas misji zginęło w sumie 3 serbskich pilotów i utraconych zostało 5 maszyn.
- Soko J-21 Jastreb
  - kpt. Zlatko Mikerević – katapultował się w okolicy Ključa; przeżył.
  - kpt. Zvezdan Pešić – trafiony jako pierwszy, rakieta urwała statecznik i w okolicy wsi Bravsko uderzył w ziemię ginąc na miejscu.
  - mjr Studen Uroš – katapultował się w okolicy Mrkonjić Gradu; przeżył.
  - kpt. Zlatan Crnalić – wylądował uszkodzonym samolotem na lotnisku w Udbinie.
- Soko IJ-21 Jastreb
  - kpt. Ranko Vukmirović – zginął w okolicy miasta Šipovo.
  - kpt. Goran Zarić – katapultował się na niskiej wysokości, spadochron nie otworzył się całkowicie; zginął w okolicy wsi Gerzovo.